# Kalotermes
Kalotermes — род термитов семейства Kalotermitidae.

## Описание
Мелкие темно пигментированные термиты. Антенны 12—17 — члениковые (у солдат 11—18). Пронотум шире головы. Семьи малочисленные.

## Систематика
Около 25 видов, включая 4 вымерших (Krishna, 1961).
- Род Kalotermes Hagen, 1853
- Kalotermes aemulus Sewell & Gay, 1978
- Kalotermes atratus (Hill, 1933)
- Kalotermes banksiae (Hill, 1942)
- †Kalotermes burmensis Poinar, 2009 — Меловой период, Бирма[3]
- Kalotermes convexus (Walker, 1853)
- Kalotermes cognatus Gay, 1976 — Новая Зеландия[4]
- Kalotermes dispar Grasse, 1938
- Kalotermes flavicollis (Fabricius, 1793) typus — Средиземноморье; в России на черноморском побережье Кавказа, от Сочи до Батуми в Грузии.
  - = Termes flavicollis Fabricius, 1793
- Kalotermes hermsi Kirby, 1926
- Kalotermes hilli Emerson in Snyder, 1949
- Kalotermes pallidinotum (Hill, 1942)
- Kalotermes rufinotum (Hill, 1925)
- Kalotermes serrulatus Gay, 1977
- Kalotermes sinaicus Kemner, 1932[5]
- Другие виды